# John Tatum (wrestler)
John Frenkel III, noto con lo pseudonimo "Hollywood" John Tatum (Mobile, 18 luglio 1959), è un ex wrestler statunitense, conosciuto per aver combattuto nella World Class Championship Wrestling negli anni ottanta.

## Biografia
Frankel nacque a Mobile, Alabama, ma crebbe a Pensacola, Florida. Era amico d'infanzia dei wrestler Robert Gibson, Percy Pringle e Michael Hayes.

## Carriera nel wrestling

### Inizi (1983)
Frankel si allenò al wrestling con Michael Hayes, debuttando nel 1983. Inizialmente lottò con il ring name "Franklin Hayes", il "cugino" (kayfabe) di Michael Hayes. Tatum lottò nel circuito indipendente prima di essere chiamato dalla Jim Crockett Promotions. Durante i primi giorni della sua carriera, iniziò una relazione sentimentale con Missy Hyatt.

### World Class Championship Wrestling (1983–1986)
Tatum fu messo sotto contratto dalla World Class Championship Wrestling grazie all'amico Rick Hazzard. Hyatt andò con lui in Texas e alla fine divenne la sua manager/valletta.
Nel 1986 cominciò un feud con Chris Adams, deridendolo per essere rimasto temporaneamente "accecato" (in realtà, Adams indossava una benda sull'occhio sinistro mentre era coinvolto in una faida separata con Gino Hernandez all'inizio dell'anno). Quando la rivalità con Adams ebbe termine, lui e Hyatt si scontrarono con Scott Casey e la sua valletta Sunshine.

### Universal Wrestling Federation (1986–1987)
Lasciata la WCCW nel maggio 1986, Tatum e Hyatt si spostarono nella Universal Wrestling Federation di Bill Watts dove fece coppia con Jack Victory per affrontare i Fantastics (Bobby Fulton & Tommy Rogers), prima di entrare nella stable di Eddie Gilbert chiamata "Hot Stuff Inc." (in seguito rinominata "Hyatt & Hot Stuff International").
Nel 1987 Tatum e Hyatt furono coinvolti in una storyline secondo la quale Tatum perse un "Valet For A Day Match" con The Missing Link a causa dell'interferenza di Gilbert (che voleva essere a favore di Tatum). Poco tempo dopo, Tatum cominciò un feud con Gilbert che gli aveva rubato la valletta Hyatt. Tuttavia, come risultato di una vera relazione tra Hyatt e Gilbert nella vita reale, Tatum lasciò la compagnia insieme a Jack Victory alla fine dell'anno.

### World Class Championship Wrestling (1987–1990)
Di ritorno a Dallas nel dicembre 1987, Tatum e Victory ebbero una rivalità con Steve e Shaun Simpson per le cinture World Class Wrestling Association Texas Tag Team e Wild West Wrestling Tag Team Championship.

### United States Wrestling Association (1990–1991)
Nel 1990 andò a lottare nella United States Wrestling Association. Restò coinvolto in un breve angle con Kevin Von Erich in Texas. In questo periodo Tatum introdusse la sua nuova valletta, chiamata "Tessa". Però, a differenza di Missy Hyatt, Tessa era restia ad interferire nei match; alla fine divenne una babyface manager, molto simile a Sunshine.
Un episodio molto controverso ebbe luogo il 6 luglio 1990 nel corso di un match svoltosi al Dallas Sportatorium, dove Tatum fu schiaffeggiato da Tessa, che divenne la valletta di Bill Dundee. Quando Tessa gli girò le spalle, Tatum la tramortì con un superkick, causando la fuoriuscita in barella della ragazza. Questo incidente, unito ad un altro episodio controverso che aveva coinvolto Steve Austin e Toni Adams, portò varie emittenti televisive a cancellare dalla loro programmazione gli show della USWA.

### Global Wrestling Federation (1991–1993)
Nel 1991 si riunì con Rod Price nel tag team "California Connection" o "Coast to Coast. Connection" nella Global Wrestling Federation, dove la coppia vinse il GWF Tag Team Championship in due occasioni e partecipò al torneo GWF North American Heavyweight Championship, prima di abbandonare la compagnia nel 1993. Durante questo stint nella GWF, Tatum fondò la sua propria federazione di wrestling con sede a Dallas, la Big D Pro Wrestling.

### Ritiro
Dopo aver lasciato la GWF, continuò a lottare in Texas nel circuito indipendente per altri due anni prima di ritirarsi nel 1995 per prendersi cura degli affari di famiglia a Pensacola, Florida.

## Vita privata
Il 26 novembre 1986 Tatum restò coinvolto in un incidente stradale. L'autista dell'altro veicolo morì mentre Tatum riportò varie lesioni e fu incriminato per possesso di sostanze stupefacenti. In auto con John viaggiava la sua ragazza incinta, che subì un aborto spontaneo a causa dell'incidente.
Il 12 luglio 2019 è stata diffusa la notizia che Tatum è stato colpito da diversi infarti.

## Personaggio
Mosse finali
- California Kick (Superkick)
- Cobra clutch
- Running tombstone piledriver

Manager
- Missy Hyatt
- Tessa

Soprannome
- "Hollywood"

## Titoli e riconoscimenti
- Big D Pro Wrestling
  - Big D Heavyweight Championship (1)
  - Big D Tag Team Championship (2) – con Gary Young (1) e Rod Price (1)
- Global Wrestling Federation
  - GWF Tag Team Championship (2) – con Rod Price
- Pro Wrestling Illustrated
  - 407º posto nella lista dei migliori 500 wrestler singoli nei PWI Years del 2003
- Universal Wrestling Federation
  - UWF World Tag Team Championship (1) – con Jack Victory[9]
- Wild West Wrestling
  - WWW Tag Team Championship (2) – con Jack Victory[8]
- World Class Championship Wrestling/World Class Wrestling Association
  - CWA Southwestern Heavyweight Championship (3)[10][11]
  - WCWA Texas Tag Team Championship (4) – con Jack Victory (3) e Jimmy Jack Funk (1)[12][13]
  - WCCW Television Championship (1)[14][15]